# Mystische Hochzeit

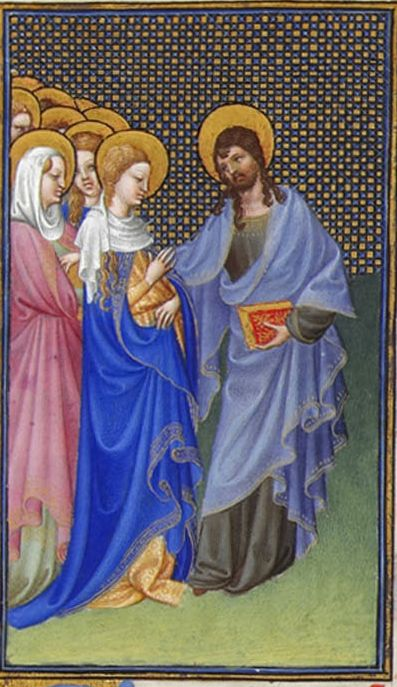
Hochzeit Christi mit der Kirche. Blatt aus dem Stundenbuch des Herzogs von Berry, 15. Jahrhundert

Die mystische Hochzeit ist ein Motiv der jüdisch-christlichen Literatur, Theologie und Kunst. Die religiöse Vorstellung einer Vereinigung von Gott und Mensch (unio mystica) wird unter dem Bild der Verlobung und Vermählung gedacht und dargestellt. Im Gegensatz zur Hochzeit zweier Götter (Hierogamie) handelt es sich bei der weiblichen Seite der mystischen Hochzeit um eine irdische Braut.
In der frühen christlichen und in der rabbinischen Literatur entwickelte sich aus Kommentaren zum Hohenlied das Bild der Vermählung Zions, der Kirche, der einzelnen Seele oder einer gottgeweihten Jungfrau mit Gott bzw. dem Messias.
Die Brautsymbolik der Propheten des Alten Testaments ergänzte diese Hochzeitsmystik. In der Kabbala ist die Rede davon, dass eine weibliche Manifestation Gottes, die Schechina, unter die Menschen ausgeht und es zu einer Vereinigungssehnsucht der Menschen mit Gott kommt. Im Neuen Testament ist von Jesus Christus als dem Bräutigam die Rede. Es entstand auf diese Weise im Mittelalter eine Theologie und Frömmigkeit, in der eine Vermählung der allegorischen Braut mit Gott angestrebt wurde.
Bereits in frühchristlicher Zeit war es üblich, Jungfrauen zu weihen, die Christus mystisch anverlobt und für den Dienst der Kirche bestimmt wurden. Es bildete sich im Laufe der Zeit der Ritus der Jungfrauenweihe heraus, der sich in der lateinischen Kirche und den Ostkirchen erhalten hat. Ikonographisch vielfältig zeigen sich künstlerische Darstellungen, die die mystische Anverlobung heiliger Jungfrauen mit Christus nachempfunden haben. In Musik und Literatur wird die Brautmystik bis heute immer wieder weiter entfaltet.

## Nachbiblische Kommentare und Überlieferung

### Brautmystik in den Kommentaren zum Hohelied

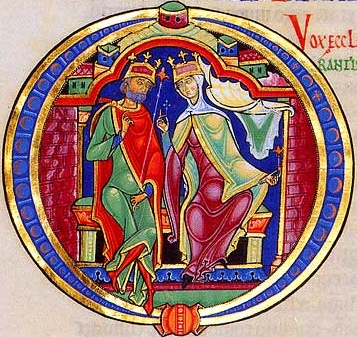
Das königliche Paar des Hohenlieds, 12. Jh., Miniaturmalerei aus der Kathedrale von Winchester

Das Hohelied ist eine liebeslyrische Schrift der biblischen Weisheitsliteratur. In diesem erotischen Wechselgesang wird eine Liebesbeziehung zwischen einer jungen Frau und dem König Salomo geschildert, der auch als Autor der Schrift genannt wird. Im Hellenismus wurde das erotische Lied allegorisch überhöht, eine Tendenz, die das ganze Mittelalter anhielt und erst bei Johann Gottfried Herder durchbrochen wurde. Vorher lehnten die Kommentatoren fast alle eine weltliche, wörtlich-erotische Auslegung ab und interpretierten das Liebesgedicht als Beschreibung der Liebe zwischen Gott und seinem auserwählten Volk (im Judentum) bzw. zwischen Christus und der Kirche als Braut Christi (im Christentum). Aus Kommentaren zum Hohelied entstand so eine Brautmystik (auch: nuptiale Mystik), die eine explizit leibbezogene, personal beziehungshafte Gestalt mystischer Erfahrung darstellt.
Das Judentum hat den Weg einer sinnbildlichen Deutung (der Allegorese) des Hohenliedes vorgezeichnet, indem es für die Kommentare auf Bilder vom Bund Gottes mit seinem Volk als Liebe, Brautschaft und Ehe und auf die prophetische Brautsymbolik zurückgriff. Die nachexilischen Jesajatexte, Deuterojesaja und Tritojesaja, verwenden beispielsweise das Bild der Braut, um Israels neuen Glanz in der Wiederherstellung durch JHWH nach der glanzlosen Zeit im Exil zu beschreiben.
Auch Motive des Neuen Testaments wurden für die Interpretation des Hohenlieds genutzt. Die Gegenwart des Bräutigams Jesus bei den Jüngern (Mk 2,19 ) und die eschatologische Wiederkunft des Bräutigams Christus (Mt 25,1–13 ) drücken mit dem Wortfeld der Brautsymbolik die intensive Verbindung und Treue der Gemeinde aus. Paulus sieht die Gemeinde als Braut Christi (Eph.: 5,31–32 ), in (2 Kor.: 11,2 ) sogar mit dem Wort „Jungfrau“ (gr.: parthénos) statt „Braut“ (gr.: nýmphe) νύμφη.
Als Antwort auf die Frage, wen die Braut Sulamith des Hohenlieds darstellen soll, trafen im zweiten und dritten nachchristlichen Jahrhundert insbesondere die Kommentare von Rabbi Akiba (ca. 50/55–135) und des antiken Theologen Origenes (185 – ca. 254) aufeinander. Akiba interpretierte das Lied kollektiv als eine Darstellung der Beziehung zwischen Gott und dem Volk Israel. Bei Origenes ist die Braut dagegen individuell die Seele. Die Auslegung des Hohenlieds ist bei Origenes allerdings noch nicht auf Maria als Braut bezogen.
Die Kirchenväter Hippolyt (ca. 170–235) und Cyprian von Karthago (200 oder 210 bis 258) sehen die Ekklesia, die Kirche, als Braut Christi.
In den Hoheliedinterpretationen von Methodios von Olympos († vermutlich 311 oder 312) und bei Ambrosius von Mailand (339–397) findet man eine Deutung der Braut als gottgeweihte Jungfrau. Da diese Tradition im christlichen Mittelalter weitergeführt wurde, spielte das Hohelied eine hervorgehobene Rolle in der Marienfrömmigkeit der christlichen Mystiker.
In den 40er Jahren des 12. Jahrhunderts wurde das Trudperter Hohelied verfasst, eine Auslegung des Hohenlieds in frühmittelhochdeutscher rhythmisierter Kunstprosa. Es beinhaltet eine sehnsuchtsvolle Vereinigung mit Gott und ist die erste Schrift über Mystik in (alemannisch-)deutscher Sprache. Rund 80 Jahre zuvor hatte der Abt Williram von Ebersberg (vor 1010–1085) eine Hoheliedparaphrase verfasst.
Seit Aegidius Romanus (1243–1316) versteht man in der Hoheliedinterpretation unter der Kirche als Braut erstmals ihre Amtsträger (praelati).

### Die Hochzeit der Schechina in der Kabbala
Auch die jüdische Kabbala kennt die Vorstellung einer mystischen Hochzeit. Seit Juda ben Samuel (ca. 1140/50–1217) gibt es die Lehre, man könne sich zwar nicht mit Gott vereinen, aber mit der Schechina, einer Art Wohnstatt der Gottheit. Die Schau und die Vereinigung (ziwwuga) mit der Schechina wurde besonders ab dem 16. Jahrhundert in erotischer Symbolik ausgedrückt, die an die kabbalistische Darstellung im Zohar anknüpfte, nach der Mose in mystischer Ehe mit der Schechina dargestellt wird. Gershom Scholem (1897–1982) grenzt die kabbalistische Schechinalehre von der Brautmystik aus den Kommentaren des Hohelieds ab. Die Schechina sei eine Manifestation Gottes und die Braut der Bibel sei eine allegorische Darstellung des Volkes Israel. Es gebe aber eine Verbindung dieser beiden Konzepte. Mit der Vertreibung aus dem Paradies sei die Schechina mit vertrieben worden. Diese Trennung von Gott wird als ‚Schechina im Exil‘ beschrieben. Die Schechina weilt unter Israel, so dass das Volk Israel Gott in Liebe zugeneigt ist wie die Braut des Hohelieds.

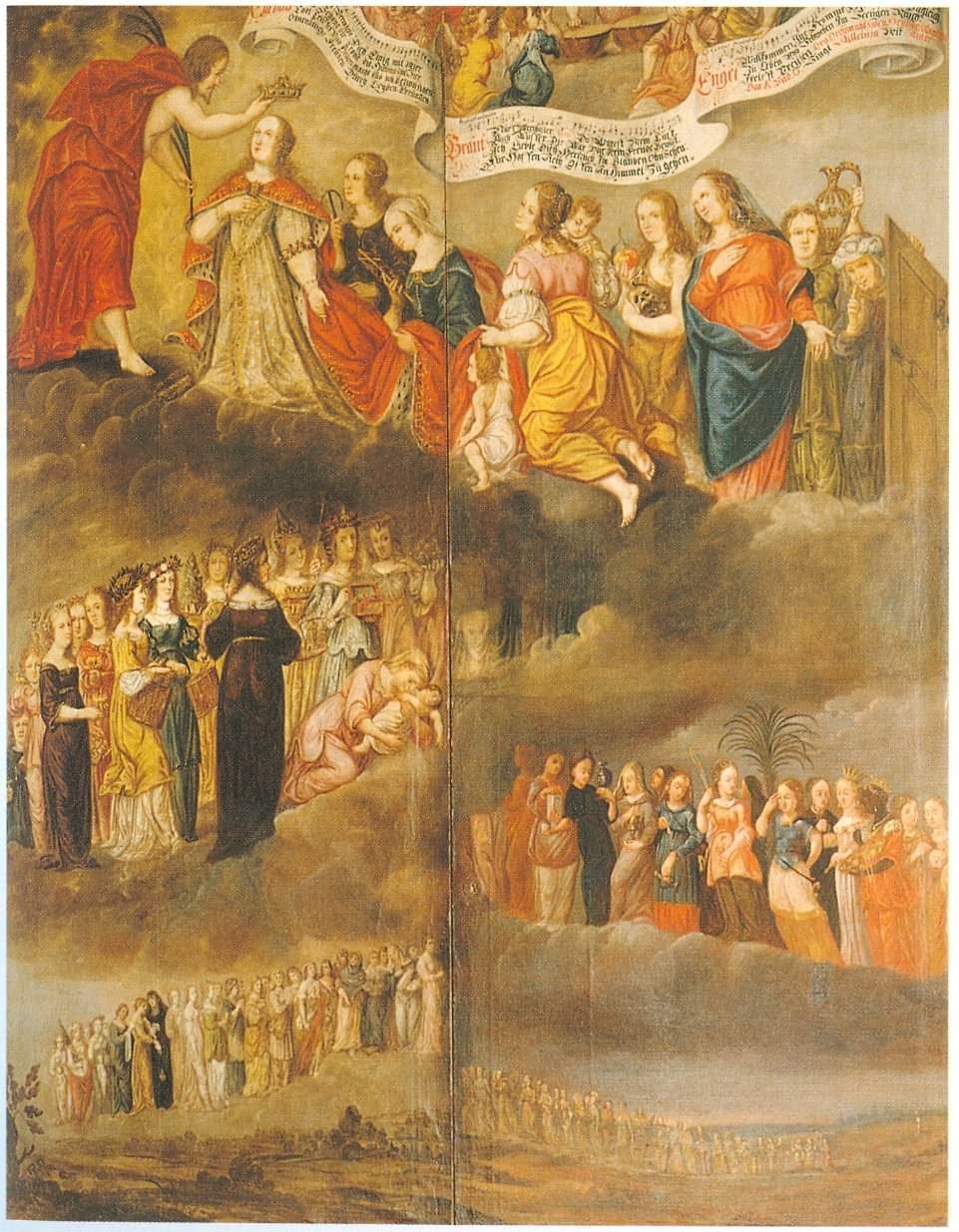
Kabbalistische Lehrtafel aus Bad Teinach, Außenbild mit Hochzeit, um 1660

Ein Thema der Kabbala ist der Tzimtzum, eine Art Zusammenziehung des En Sofs (des Unendlichen). Tzimtzum wird teilweise als das kreative Nichts Gottes gedeutet. Dieses Nichts sei die Lebenskraft der Welt. Die Gottheit steigt in das Nichts herab und der Mensch steigt in einem Akt der Einswerdung zu der göttlichen Weisheit (Ḥochmā) des Nichts hinauf. In diesem Aufstieg wird von Seiten der Menschen die kontemplative Nichtung des Materiellen und eine Vereinigung mit der Gottheit angestrebt.
Die erste Zeile des Hymnus Lecha Dodi des Kabbalisten Schlomo Alkabez (1505–1576) lautet: Komm, mein Freund, der Braut entgegen, lasst uns den Sabbat begrüßen. Mit diesem Aufruf wird die Schechina mit dem Sabbat identifiziert und dabei als Braut angesehen. In der jüdischen Mystik verkörpert der „heilige Mond“ die Sabbat-Braut bzw. die Schechina in der Welt, die mit Israel identifiziert wird. „Die monatliche periodische Verkleinerung des Mondes (analog zur monatlichen = mondlichen Menstruation) symbolisiert das ‚Exil der Schechina‘, die Wiederherstellung des Mondes zu ursprünglicher Größe und Leuchtkraft dagegen die Erlösung des Leibes aus dem Exil.“
In der Dreifaltigkeitskirche in Bad Teinach gibt es eine kabbalistische Lehrtafel. Sie wurde von Prinzessin Antonia zu Württemberg (1613–1679) gestiftet, der Schwester Eberhards III. Der aufklappbare Gemäldeschrein stellt ein geistliches Weltsystem dar. In geschlossenem Zustand sieht man als Außenbild eine himmlische Hochzeit. Hier werden die kabbalistischen Traditionen bis zur Unkenntlichkeit modifiziert und christlich umgedeutet. Die mystische Hochzeit ist hier ein Brautzug, der die Metapher des Aufstiegs zum Himmel wörtlich nimmt. Der lange Zug der eingeladenen Jungfrauen knüpft an die endzeitlichen Hochzeitsgeschichten des Neuen Testaments an. Als Braut, die gerade gekrönt wird, ist hier die Prinzessin Antonia von Württemberg selbst dargestellt.

## Mystische Hochzeit in Theologie und Kirche
Die mystische Vereinigung zwischen Gott und Mensch mit dem Bild der geistlichen Hochzeit hält sich auch in der theoretisch-theologischen Mystik und entfaltet sich bis heute in der kirchlichen Praxis der Anverlobung innerhalb der Jungfrauenweihe. In der mystischen Theologie wird die Liebessymbolik auf das Verhältnis des einzelnen Gläubigen zu Gott angewendet und oft sogar eine Einheit des Gläubigen mit Gott angestrebt.
Anders als in der symbolischen Hochzeit der Priesterin Basilinna mit dem Gott Dionysos, ist in den Paulusbriefen und im Johannesevangelium die Rede von einer „Einwohnung“ (inhabitatio) Gottes im Menschen, die besonders im Abendmahl von den Gläubigen als Vereinigung von Mensch und Christus erfahren werden kann. In der Epiklese der Eucharistiefeier wird der Wunsch ausgesprochen, dass alle Gläubigen von den Enden der Erde kommen, um das Hochzeitsmahl des Lammes zu feiern in Gottes Reich.

### Mystische Anverlobung geweihter Jungfrauen

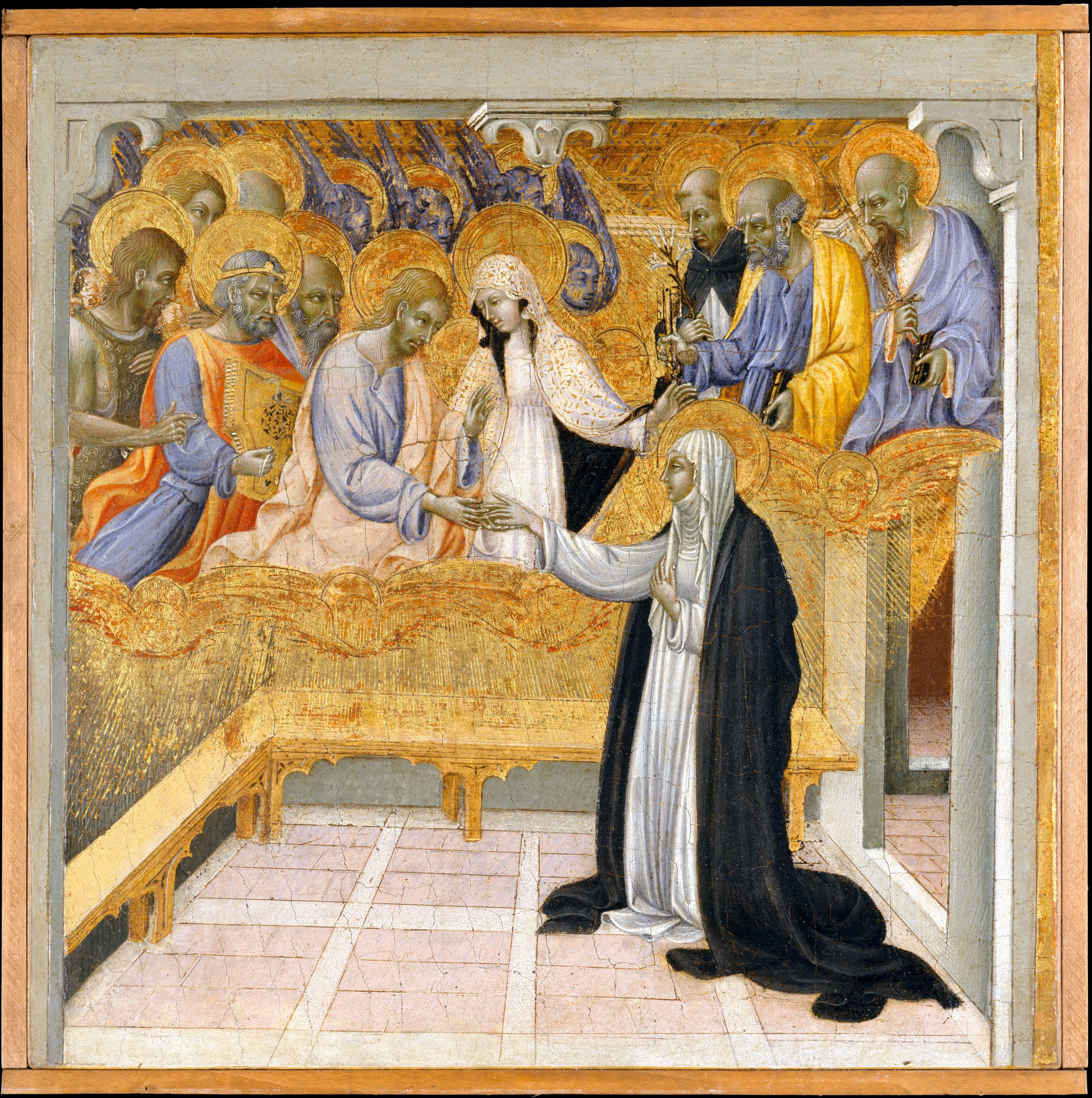
Giovanni di Paolo: Die mystische Hochzeit der heiligen Katharina von Siena mit Christus (um 1460)

Tertullian (nach 150 – nach 220) schrieb von den ersten Jungfrauen, die sich Gott verlobt hatten. 

„Aber die eine oder die andere verlobt sich Gott“

 Er schrieb, diese Jungfrauen müssten wie die anderen Verlobten oder Verheirateten auch in der Kirche einen Schleier tragen, da sie Braut Christi seien. Nach Einschätzung Marianne Schlossers (* 1960, Universität Wien) übertrug Tertullian als erster den Brautschaftsgedanken des Neuen Testaments von der Kirche auf den einzelnen Christen.
Bereits zu dieser Zeit wurde das Propositum (Vorhaben) der gottgeweihten Jungfräulichkeit als geistliche Eheschließung aufgefasst. Wenn eine Jungfrau dieses Gelübde brach, galt sie als Ehebrecherin und hatte als Folge die Exkommunikation zu tragen. Diesem Nebeneinander von Ehe und Gelübde als geistliche Ehe (matrimonium spirituale) entspricht die spätere Ausgestaltung des Ritus der Jungfrauenweihe in Parallelität zu den sich ebenfalls erst später ausformenden Trauungsriten, wobei die jeweils üblichen ausdeutenden Zeichen übernommen wurden.
Von der Schleiernahme der geweihten Jungfrauen hatte der Ritus der Jungfrauenweihe lange Zeit den Namen Velatio virginum (Verschleierung der Jungfrauen), später Consecratio virginum (Weihe der Jungfrauen). Die Überreichung des Schleiers beziehungsweise die eigenhändige Vornahme der Verschleierung durch den Bischof ist seit dem 3. Jahrhundert üblich. Der Schleier geht auf das Flammeum zurück, einen Brautschleier aus römischer Zeit, der die endgültige Bindung einer Frau durch Ehe oder Gelübde symbolisierte, ein Zeichen, dass sie ihrem Mann oder Bräutigam treu und keusch angehörte.
Das Weihegebet der Kirche über die Jungfrau aus dem 5. Jahrhundert hebt den ehelichen Charakter dieser mystischen Vereinigung (unio mystica) mit Christus hervor:

„Obwohl sie die Würde des Ehebundes, den du gesegnet hast, erkennen, verzichten sie dennoch auf das Glück einer Ehe; denn sie suchen einzig, was das Sakrament der Ehe bedeutet: die Verbindung Christi mit seiner Kirche. Die Jungfräulichkeit um Christi willen erkennt in dir, o Gott, ihren Ursprung, sie verlangt nach dem Leben, das den Engeln eigen ist, und sehnt sich nach der Vermählung mit Christus. Er ist der Sohn der jungfräulichen Mutter und der Bräutigam derer, die im Stand der Jungfräulichkeit leben.“

Der Ritus ist eingebettet in die Feier einer heiligen Messe und besteht aus dem Versprechen der Jungfrauen, dem Gesang der Allerheiligenlitanei, der Erneuerung des Vorsatzes der Jungfräulichkeit, dem Weihegebet und der Überreichung der Insignien: Schleier, Ring und Stundenbuch. Dabei sind der Schleier und der Ring Zeichen für die bräutliche Bindung an Christus. Seit dem 7. Jahrhundert gehört zu den Insignien der geweihten Jungfrauen der Ring, der bei der Weihe vom Ortsbischof übergeben wird. Die Jungfrau ist ein endzeitliches Bild der himmlischen Braut.
Bekannte Heilige, die dem Stand der Jungfrauen angehörten, sind Agatha von Catania, Agnes von Rom, Cäcilia von Rom, Scholastika von Nursia, Lucia von Syrakus, Katharina von Alexandrien und Katharina von Siena.

### Theologische Entwicklungen im Mittelalter
Höchstes Ziel war im Mittelalter die unio mystica, die mystische Vereinigung mit Gott, ein „Gottspüren“ oder in einem weiteren Sinn „ein Bewusstsein der unmittelbaren Gegenwart Gottes“. Dieses Spüren Gottes wird im Mittelalter „auch erotisch aufgeladen und Gotteserkenntnis als Begegnung zwischen Ich und Gott im Sinne einer ‚heiligen Hochzeit‘ zwischen Seele und Gott bzw. Christus gedeutet“.
Der Kirchenlehrer Gregor von Nyssa (ca. 335/340 – nach 394) verband Platons Auffassung von Philosophie als Verähnlichung mit Gott und die christliche Auffassung des Menschen, den Gott nach seinem Bilde schuf. Die Mystik Gregors zielt allerdings nicht auf eine Vereinigung, sondern auf eine Teilhabe an Gott. Bernhard von Clairvaux (1090–1153) versucht in seinen Schriften eine ekstatische Gottesverbindung, eine Deification der Seele anschaulich zu machen. Seit Bernhard verbindet sich die Brautmystik auch mit Elementen der Leidens- und Kreuzesmystik.
In dem Buch Das fließende Licht der Gottheit gestaltete Mechthild von Magdeburg (1207–1282) in lyrischer Dialektik von Suchen und Finden, Trennung und Vereinigung der Liebenden, das dynamische Moment der mystischen Gottsuche der Seele wie der göttlichen Zuwendung zum Menschen. Im Kloster Helfta wurde der Tod einer Nonne symbolisch als deren geistliche Vereinigung mit Christus gefeiert, was in weiteren süddeutschen Klöstern im 14. Jahrhundert zur Übernahme dieser Symbolik in Gnadenviten führte.
Der flämische Theologe Jan van Ruysbroek (1293–1381) entwickelte mit der Schrift „Die Zierde der geistigen Hochzeit“ die Brautmystik weiter und Johannes Tauler (1300–1361) verwendete für den Weg der Vereinigung (via unitiva) mit Gott die Vorstellung vom Nichts: Indem der Mensch „die allerwahrste Erkenntnis des eigenen Nichts“ (seiner Nichtigkeit) erlangt, wird er „eins mit Gott“. Mensch und Gott begegnen einander, und dann fließt der eine Abgrund in den anderen Abgrund, „versinkt das geschaffene Nichts in das ungeschaffene Nichts“.

### Neuzeit

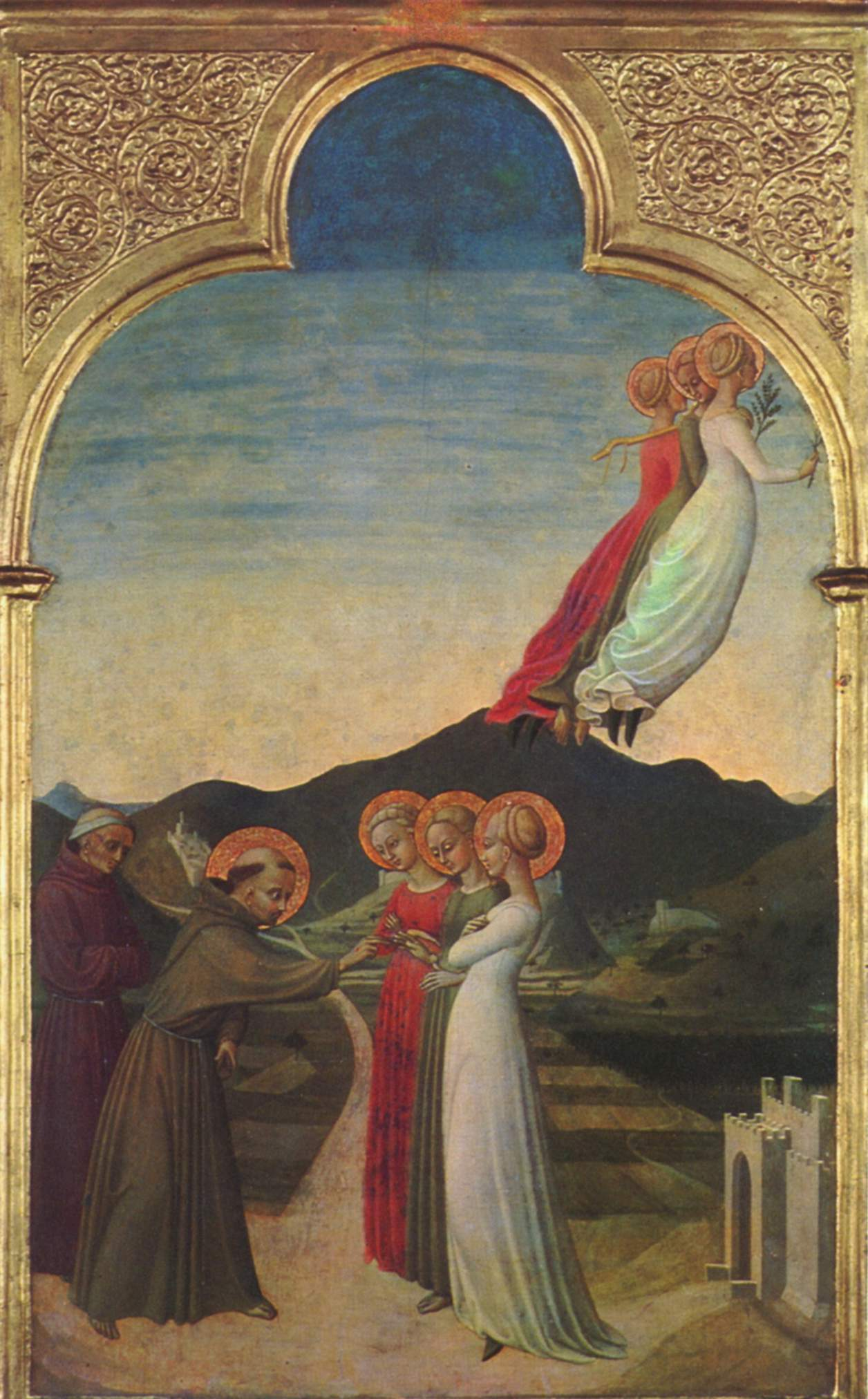
Die mystische Hochzeit von Franz von Assisi mit der „Frau Armut“. Sassetta, 15. Jahrhundert

Der Mystik des hl. Johannes vom Kreuz (1542–1591) liegt eine „Heilsdramatik der Vermählung zugrunde: die Liebesbewegung geht von Gott aus, der nicht allein sein will, die Menschheit als Braut des Sohnes erschafft und immer wieder um sie wirbt – bis zur Menschwerdung und Hingabe des eigenen Lebens“ am Kreuz. „Die Schöpfung steht von vornherein im Verhältnis einer innigsten Zugehörigkeit zu Gott, sie ist Gabe an den Sohn und Gabe um des Sohnes willen, nicht Werk eines weltabgewandten allmächtigen Wesens wie im Deismus. Der Sohn ist derjenige, der durch seine Ehe die Schöpfung gottwürdig macht. Die Menschwerdung wird schließlich als erlösender Ehevollzug und ‚wunderbarer Tausch‘ zwischen dem Sohn und der Braut verstanden, wobei wie in der Trinität eine Gleichgestaltung des Geliebten stattfindet. Diese Gleichgestaltung ist das Zeichen vollkommener Liebe.“
Der protestantische Pfarrer Valentin Weigel (1533–1588) stellt neben den „Christus für uns“ den „Christus in uns“ und betont dadurch die Selbstverantwortlichkeit des Individuums. Weigels mystische Theologie, die auch meist abwertend als Weigelianismus bezeichnet wird, beinhaltet die Vorstellung eines völligen Verschmelzens von Gott und Mensch. Die nachreformatorische Theologie ist gegenüber einer vollständigen Einheit und Verschmelzung in Christo (in Christus) meist zurückhaltend und eignet sich die unio mystica distanziert als unio cum Christo (mit Christus) an.
Nach Aussage des pietistischen Theologen Johann Henrich Reitz (1665–1720) hätten die Frauen „durch ihre Einfalt“ zugleich einen besseren Zugang zum Mystischen und Göttlichem, sodass sie sich in ihre Rolle als Braut leichter einfügen könnten. Nach einer von Gottfried Arnold (1666–1714) neu interpretierten These des Mystikers Jakob Böhme (1575–1624) markierte der Sündenfall die Teilung des Menschen in weibliche und männliche Seite. In Analogien wurde nun die Seele des Gläubigen als weiblich interpretiert, die nach dem Bräutigam sucht. Arnold, ebenfalls Pietist, schildert in der Schrift Das Geheimnis der göttlichen Sophia (1700) in erotischen Bildern aus dem Hohelied die Vereinigung des wahrhaft Gläubigen mit der personifizierten Weisheit. Hier kehrt sich also das Geschlechterverhältnis zu einer himmlischen Braut und einem irdischen Bräutigam um. War bei Philon von Alexandria (um 15/10 v. Chr. – 40 n. Chr.), der auch schon die Weisheit als Braut auffasste, der Bräutigam noch die Vernunft (Logos), so ist bei Arnold der Bräutigam im Anschluss an Böhme die einzelne gläubige Seele. Die Umkehr des Braut-Bräutigam-Verhältnisses war schon vereinzelt im Mittelalter – etwa in Bildern über Franz von Assisi – zu sehen, der als menschlicher Bräutigam symbolisch die Armut unter den evangelischen Räten zur Braut nahm.

## Kunst, Musik und Literatur

### Mystische Hochzeit in der Kunst

#### Das himmlische Königspaar

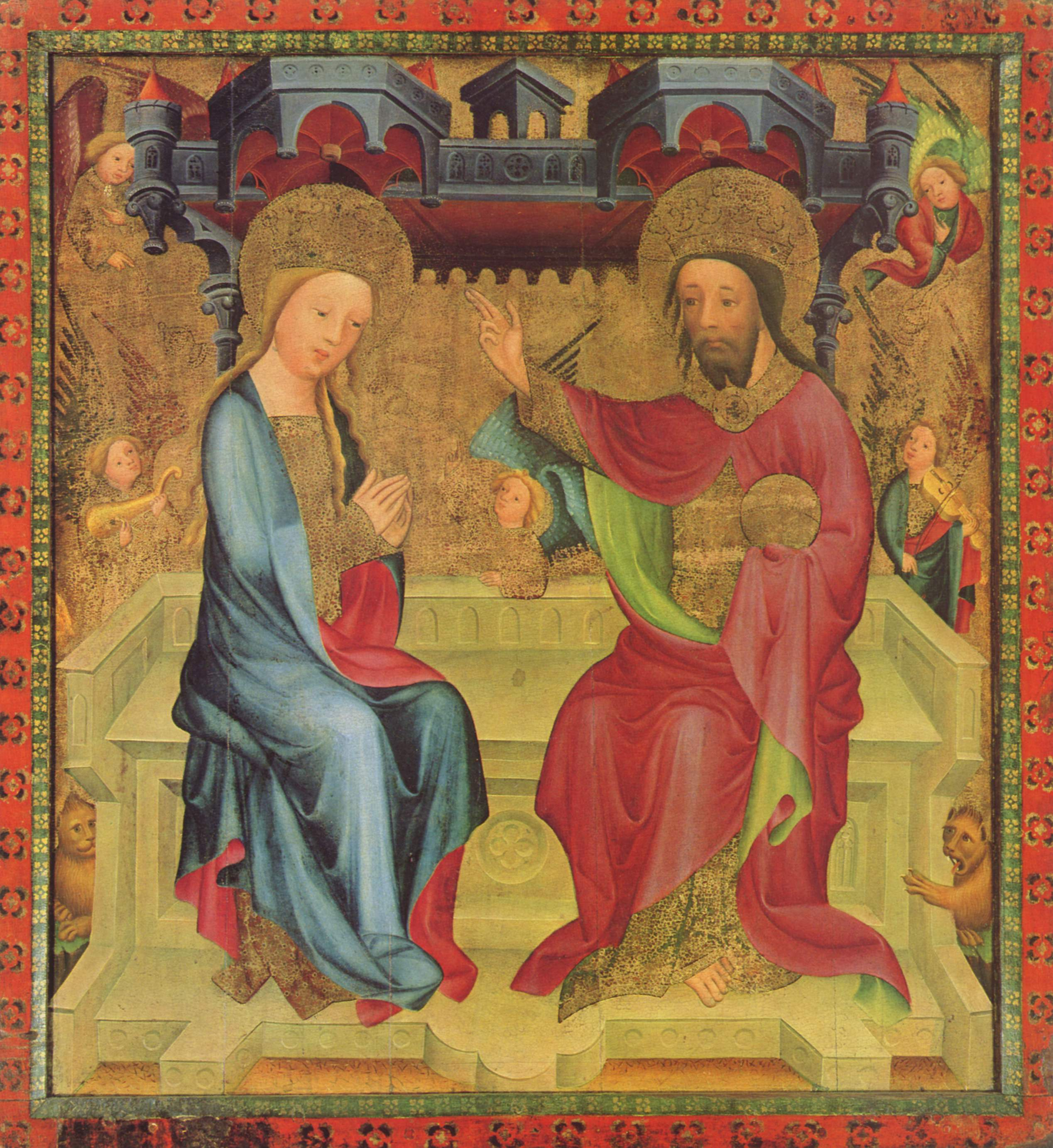
Marienkrönung vom Passionsaltar des Meister Bertram (um 1390)

Die mystische Hochzeit wird auch in der mittelalterlichen Mal- und Schnitzkunst dargestellt. In der Spätgotik entstanden im Zentrum von Hochaltären Paarszenen: Christus und die gekrönte Jungfrau Maria sitzen auf einem gemeinsamen Thron und sind mit symbolischen Gesten einander zugewandt: Christus segnet Maria als gekrönte Königin im himmlischen Palast. Dieses thematische Programm findet man u. a. bei den Hochaltären der Abtei Marienstatt und der Liebfrauenkirche in Oberwesel, als Retabelbilder in einer Kirche auf der Insel Poel und in der Marienkirche in Gudow.
Die thronenden Paardarstellungen werden meist als Krönung Mariens aufgefasst und betitelt. Der Kunsthistoriker Christian Beutler war der Ansicht, dass diese himmlischen Palastszenen unter dem Einfluss der devotio moderna-Bewegung eine allegorische Hochzeit des Messias darstellen und rekonstruiert den Meister-Bertram-Altar in Hamburg in diesem Sinne. Die „neue Frömmigkeit“ (lateinisch devotio moderna) war eine mystische Reformbewegung im Spätmittelalter, die eine Nachfolge Christi (lateinisch imitatio) propagierte. Beutler behauptet, die gotische Kunst unterscheide nicht zwischen der Braut als Seele, als Kirche oder als Maria:
Himmlische Paardarstellungen dieser Art knüpfen an Himmelsszenen aus dem 12. Jahrhundert an. Eine byzantinische Darstellung in der Apsis der Kirche Santa Maria in Trastevere, der ältesten Marienkirche Roms zeigt das gekrönte himmlische Paar ebenso wie etwa das Marienportal der Kathedrale von Senlis in Nordfrankreich.

#### Die Anverlobung der hl. Katharina
Von der mystischen Vermählung der hl. Katharina von Alexandrien mit Christus gibt es besonders viele Darstellungen:
Einer Überlieferung zufolge hatte Katharina die Vision einer sposalizio mistico, einer mystischen Anverlobung mit Christus. Vorher sagte ihr ein Eremit, der beste Bräutigam sei Jesus Christus. Diese Vision wird oft in Bildzyklen dargestellt, fehlt aber in Einzeldarstellungen meist.
Im 14./15. Jahrhundert, nach grundlegenden Wandlungen der Volksfrömmigkeit, die sich durch das Aufkommen der Bettelorden, der Mystik und der religiösen Frauenbewegungen ergeben hatten, wurde Katharina – auch durch die Hochzeitsdarstellungen – zu einer der Lieblingsheiligen der Frauenklöster.

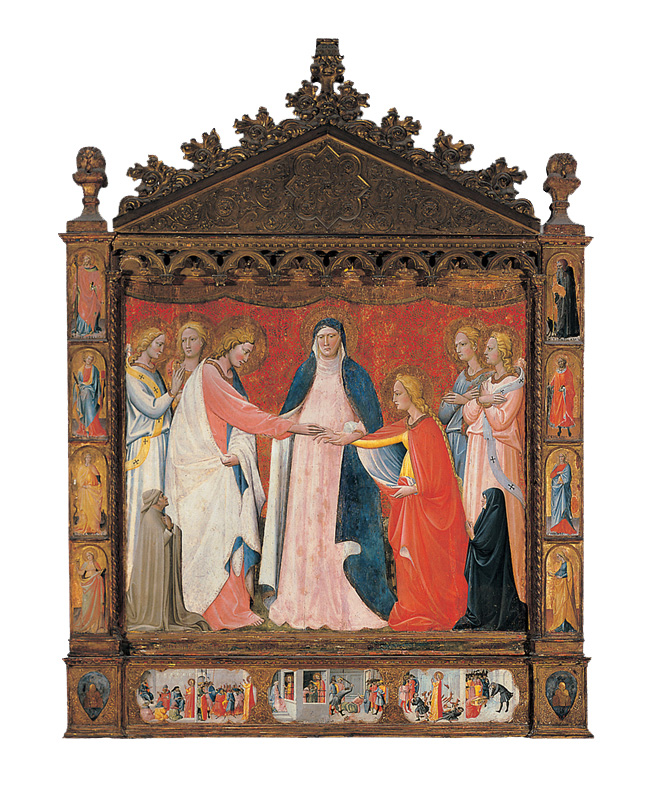
Giovanni dal Ponte, 1421
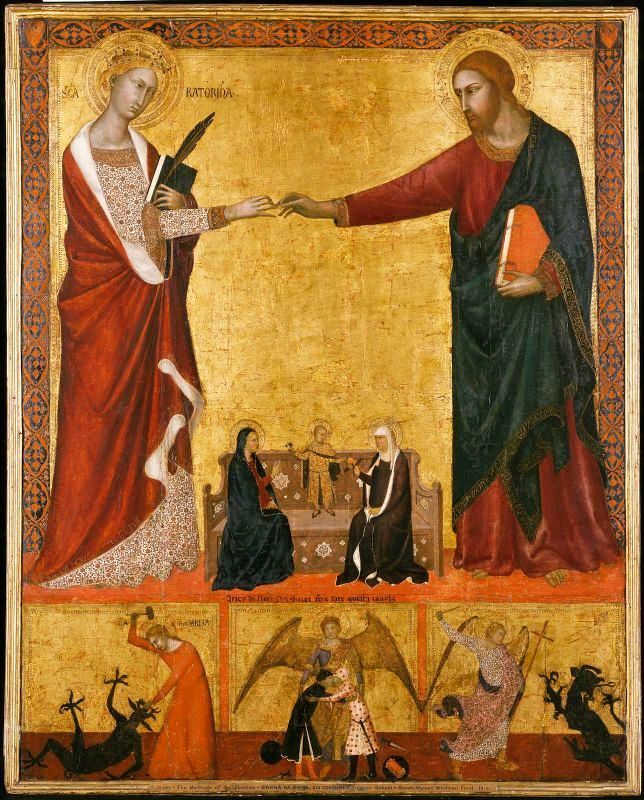
Barna da Siena, um 1340
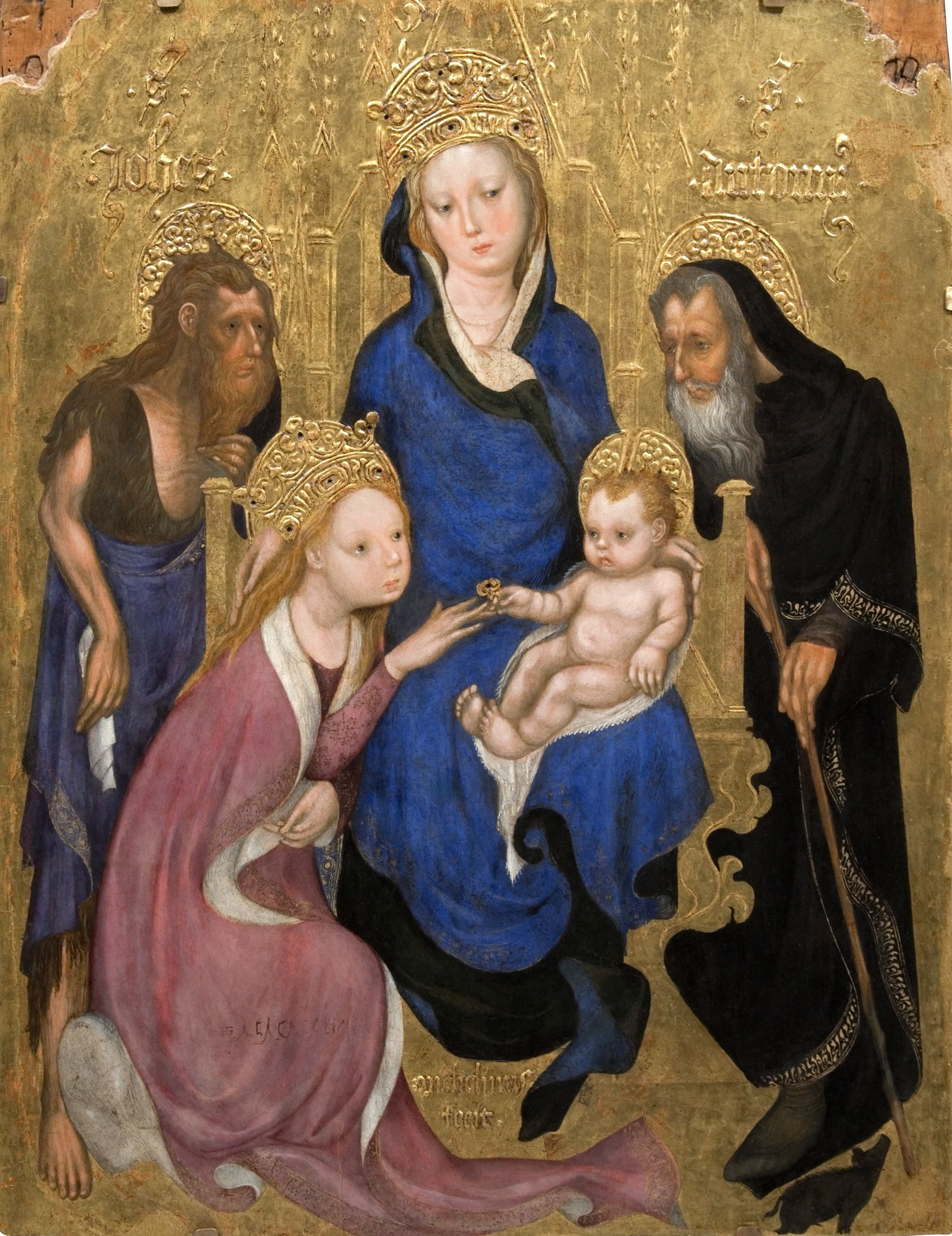
Michelino da Besozzo, 1420
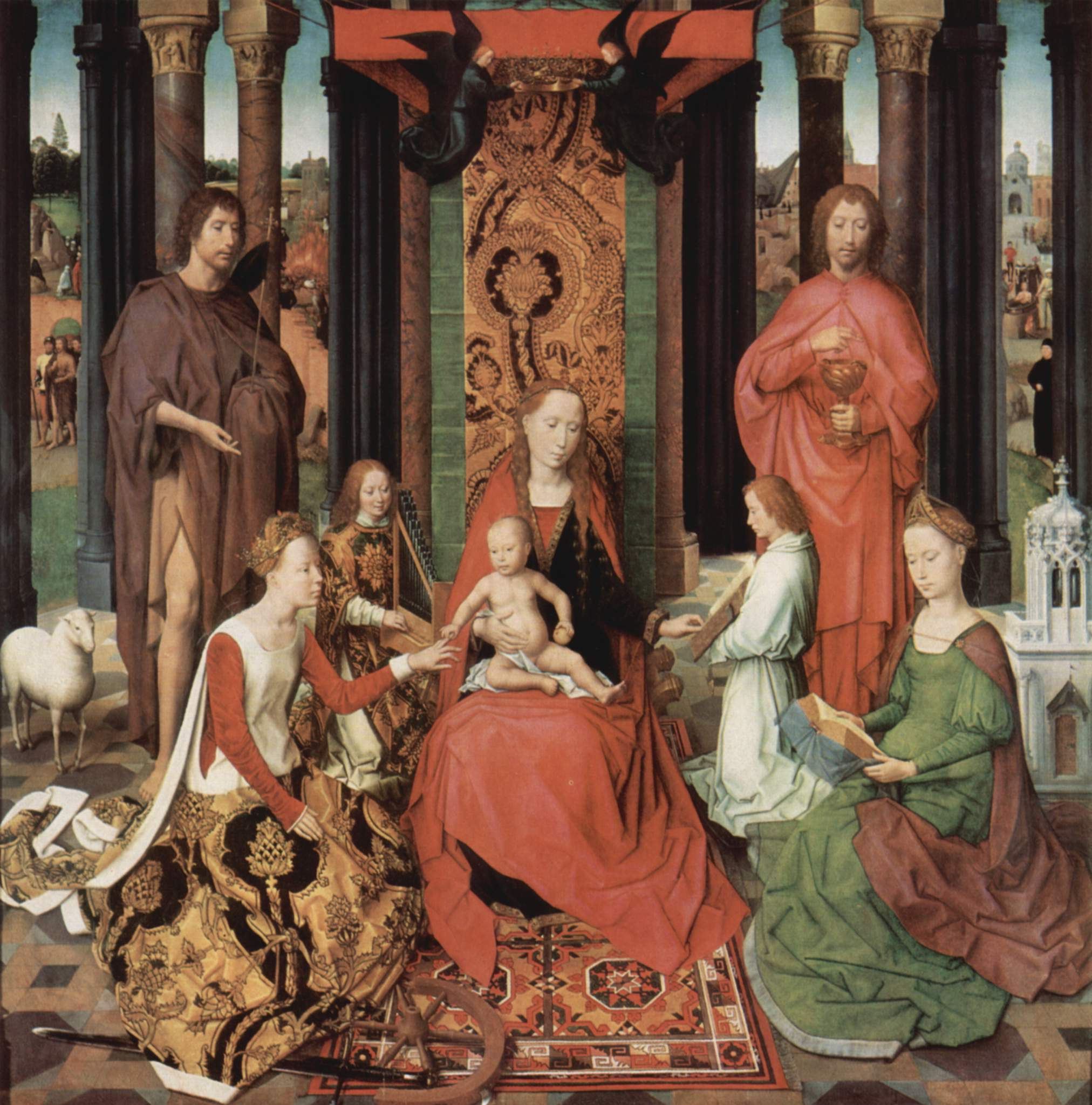
Hans Memling, 1479

Eine große Zahl der erhaltenen ersten Denkmäler zur Hochzeit Katharinas bedient sich eines antiken römischen Bildmusters, dem Zusammenlegen der rechten Hände (lat. dextrarum iunctio) der Brautleute durch die zwischen ihnen stehende Mutter. Die Mutter Jesu, Maria, ergreift auf dem Bild von Giovanni dal Ponte Katharina bei der rechten Hand und fungiert als Zeugin der Zeremonie, bei der Christus Katharina den Ring an den Finger steckt. Dies ist umso bedeutender, da Frauen traditionellerweise nicht Zeugnis ablegen konnten.
Die gotische Hochzeitsdarstellung von Barna da Siena zeigt die Zeremonie ohne die Trauzeugin Maria. Bräutigam ist hier ebenfalls der erwachsene Christus. Die Malerei wird unten durch den Kampf Katharinas mit dem Teufel ergänzt. In der ebenfalls an die gotische Malerei anknüpfende ikonenhafte Darstellung Michelino da Besozzos (1370–1455) ist der Bräutigam als Kind dargestellt, als Trauzeugen sind Johannes der Täufer und Antonius der Große anwesend. Das ikonographische Schema, Maria mit dem Jesuskind und der historisch späteren Heiligen zu zeigen, geht auf Stifter- und Dedikationsdarstellungen zurück, wie sie seit der Spätantike gebräuchlich sind. Bei dem Renaissancegemälde von Hans Memling (vor 1440–1494) ist die nicht mehr durch ein rotes Gewand (als Symbol des Martyriums) erkennbare Katharina durch ihre Attribute Rad und Schwert ausgezeichnet. Wie schon bei Besozzo kniet Katharina.

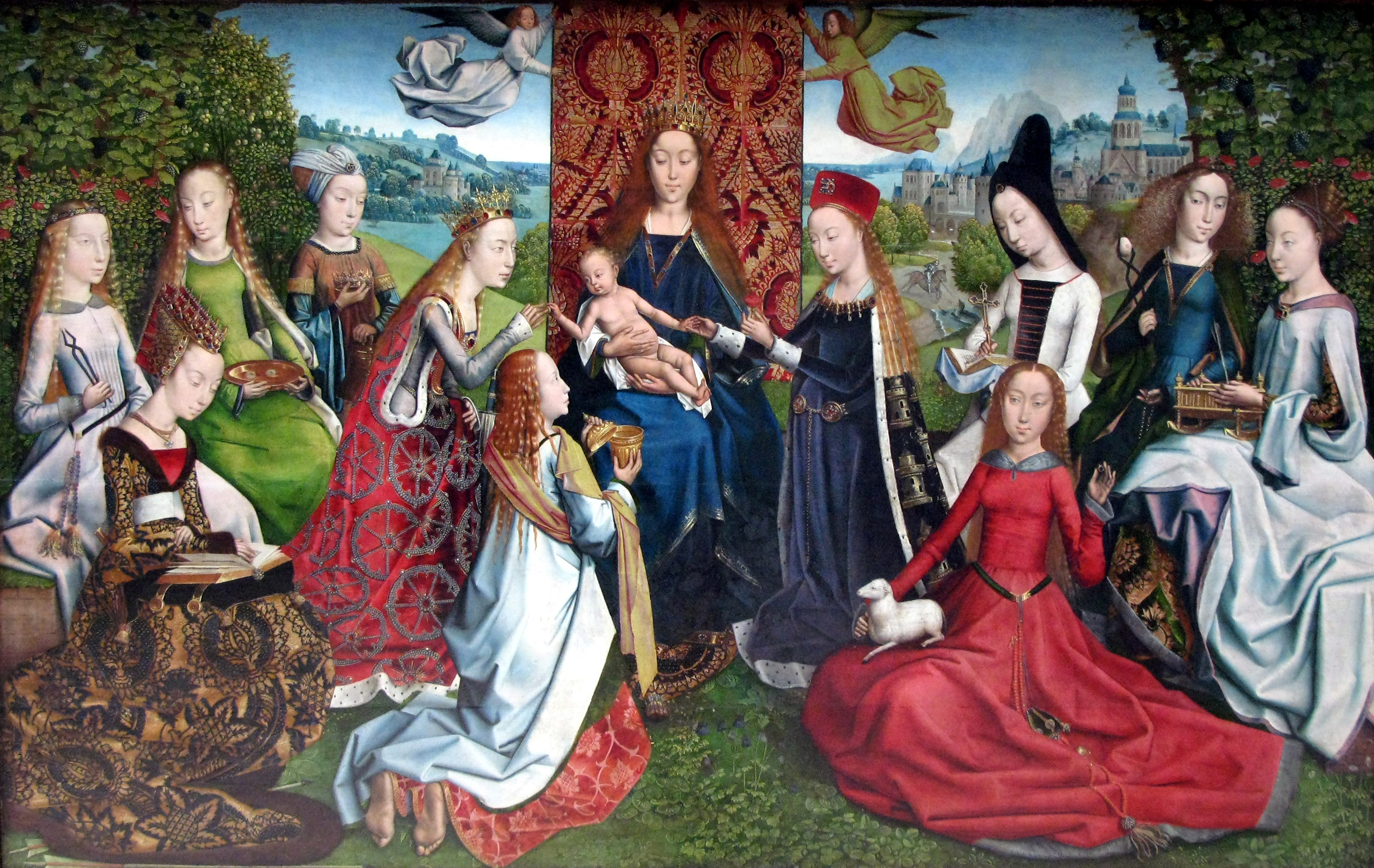
Meister der Lucialegende, 15. Jahrhundert
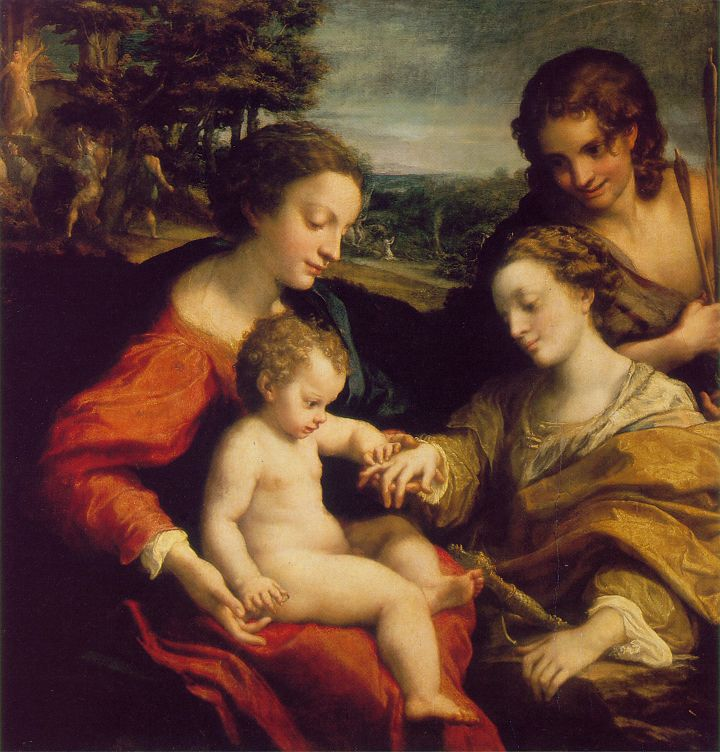
Correggio, um 1525
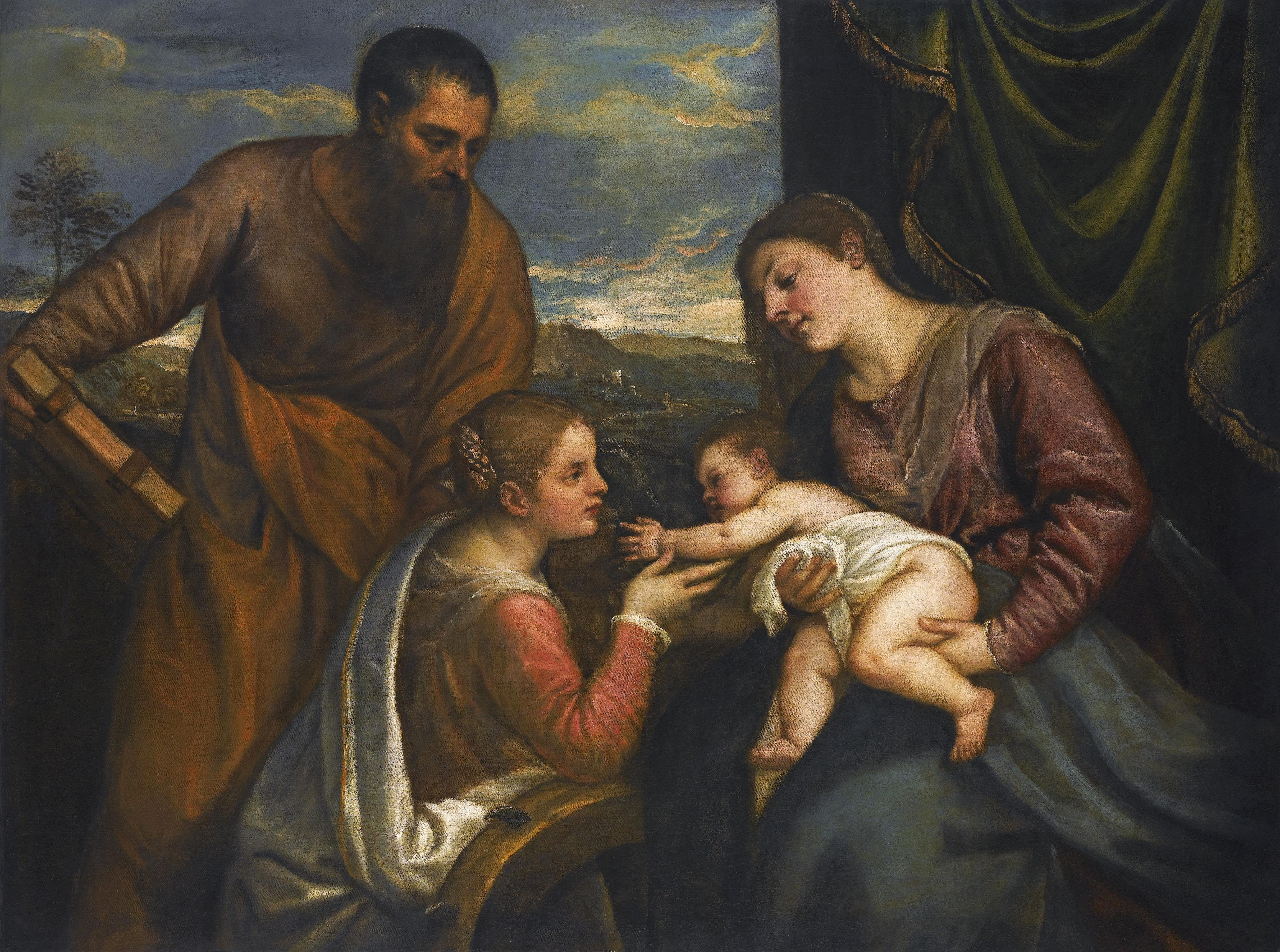
Tizian, um 1560
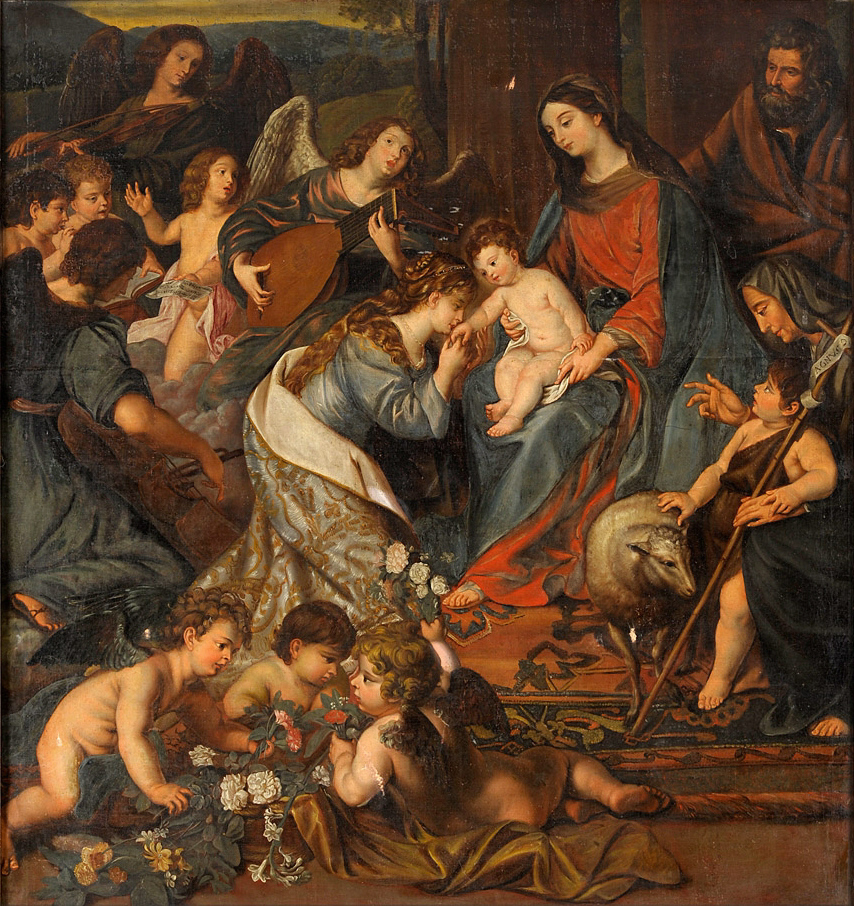
Anonym, 18. Jahrhundert

Bei dem Bild Virgo inter virgines (Jungfrau unter Jungfrauen) des Meisters der Lucialegende ist die Anverlobung Katharinas in eine Zusammenkunft von heiligen Jungfrauen mit der Jungfrau Maria integriert. Die Heiligen sind jeweils an ihren Heiligenattributen erkennbar.

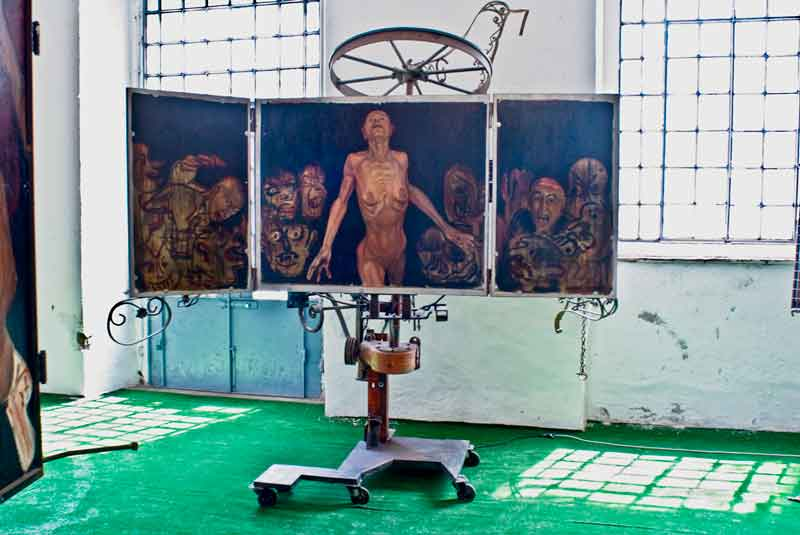
Milena Palakarkina, Katharina, Braut Christi, Mischtechnik, 1990

Auch in dem Bild von Correggio (1489–1534), das im Louvre hängt, wird die Szene in die Natur verlegt, die anwesenden Frauen sind aber nicht mehr so förmlich zu einer Zeremonie versammelt. Bei Tizian (ca. 1490–1576) fehlt dann die Hochzeitszeremonie: Statt eines Ringes kommt es ganz auf die heilige Konversation (Sacra Conversazione) des Paares an. Bei dem barocken Künstler des 18. Jahrhunderts ist eine reich belebte Szenerie zu sehen, bei der die göttliche Sphäre von der irdischen Welt innerhalb einer Konstellation mit Johannes dem Täufer als Kind nicht mehr unterschieden wird: Die Hochzeit wird durch einen Handkuss Katharinas ausgedrückt und die Engel und Putten schweben nicht mehr entfernt über allem, sondern sind im Bild integriert.
Einen anderen Aspekt zeigt das große Mischtechnikwerk der zeitgenössischen bulgarisch-amerikanischen Malerin Milena Palakarkina mit dem Titel Katharina, Braut Christi (1990). Die Installation wird von einem eisernen Rahmen getragen und durch einen Elektromotor bewegt. Die nackt dargestellte, nach oben blickende Märtyrin mit den Handwundmalen Jesu ist durch das über dem dreiteiligen Tafelbild schwebende Rad als Katharina von Alexandrien erkennbar. Die Seitenflügel zeigen männliche Köpfe mit teilweise großen stierenden Augen.

### Musikalisch-lyrische Barockmystik
In der Mystik des Barocks wird die Vorstellungen des Einswerdens mit Gott unter dem Bild von Verlobung und Vermählung wieder aufgenommen. Angelus Silesius beeinflusst diese Entwicklung und Johann Sebastian Bach arbeitet in seinen Kantaten, Oratorien und Passionen die mystischen Hochzeitstexte musikalisch um. Er verwendet dabei auch die Lyrik der Brautmystik bei Philipp Nicolai (1556–1608) (Wie schön leuchtet der Morgenstern), Gerhard Tersteegen (1697–1769), Paul Gerhard (1607–1676) oder Nikolaus Ludwig von Zinzendorf (1700–1760). Die vier genannten evangelischen Pfarrer haben auch die Theologie der Brautmystik in Texten und Predigten weiterentwickelt.
Die Braut erscheint hier als Zion oder als einzelne Seele, beim protestantischen Bach jedoch nicht als Maria oder als Allegorie der Kirche. Im ersten Teil von Bachs 1734 entstandenen Weihnachtsoratorium steht Großes bevor; Zion steht hier für die Erwartung der christlichen Gemeinde auf den kommenden Herrn. In der auf ein Rezitativ folgenden Alt-Arie Bereite Dich Zion wechselt der Berichtsstil zum Aufforderungsstil: Die Braut soll sich auf die Ankunft des Liebsten vorbereiten:

„Bereite dich, Zion, mit zärtlichen Trieben,
Den Schönsten, den Liebsten bald bei dir zu sehn!
Deine Wangen – müssen heut viel schöner prangen,
Eile, den Bräutigam sehnlichst zu lieben!“

In einer Sopran-Arie aus Bachs 1727 uraufgeführter Matthäuspassion singt die Seele mit den Worten Picanders:

„Ich will dir mein Herze schenken,

Senke dich, mein Heil, hinein!

Ich will mich in dir versenken;

Ist dir gleich die Welt zu klein,

Ei, so sollst du mir allein

Mehr als Welt und Himmel sein.“

Das Adventslied Tochter Zion, freue dich mit dem Text von Friedrich Heinrich Ranke (1798–1876) thematisiert die Hochzeitsvorbereitungen Zions beim Einzug Jesu in Jerusalem einprägsam. Gelegentlich werden die Texte der Brautmystik, etwa bei Zinzendorf oder in der Marienfrömmigkeit, recht überschwänglich. Der Titel eines geistlichen Liederbuches der Æmilie Juliane von Barby-Mühlingen (1637–1706) lautet: Der Freundin des Lammes Geistlicher Braut-Schmuck Zu Christlicher Vorbereitung Auf die Hochzeit des Lam[m]es (1714).

### Beispiele literarischer Verarbeitung

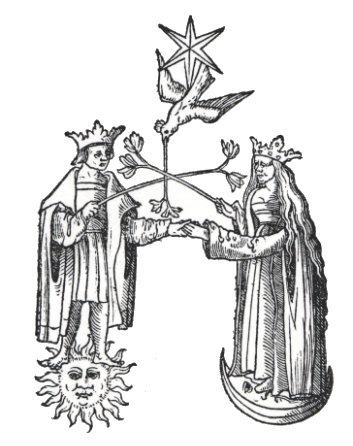
Bild einer mystischen Hochzeit aus dem Buch Rosarium Philosophorum.

Das Thema der mystischen Hochzeit ist unter anderem in einem mittelalterlichen Lehrgedicht, einer allegorischen Dichtung und in einem Märchen ausgestaltet worden. Auch Carl Gustav Jung (1875–1961) deutete alchemistische Bilder der mystischen Hochzeit als Beitrag zur Psychoanalyse.
In dem Gedicht Christus und die minnende Seele, das auf einem klösterlichen Bilderbogen beruht, kommt es zu einem Gespräch zwischen der Braut und Christus. Die Liebe der minnenden (liebenden) Seele geht dabei so weit, dass die Seele Christus mit einem abgeschossenen Pfeil zur Gegenliebe zwingt. Weitere Abbildungen zeigen das durch den Pfeil getroffene Herz Christi blutend und verletzt, und Christus ist der Seele zugetan. – Der Franziskaner Lamprecht von Regensburg verfasste um 1250 die allegorischen Dichtung Diu tohter von Syon (Die Tochter Zion). Die Braut Zion strebt eine Vereinigung mit Christus an.
In dem Märchen Die himmlische Hochzeit der Gebrüder Grimm wird von einem armen Jungen erzählt, der die Kirche für den Himmel hält und dem Bildnis des Jesuskindes in der Kirche die Hälfte seines Essen gibt, weil er es für zu dünn hält. Eines Tages lädt das Jesuskind den Jungen für den nächsten Sonntag zur himmlischen Hochzeit ein. Als der Junge sonntags das Abendmahl empfängt, stirbt er und kommt so zur himmlischen Hochzeit.
C. G. Jung entwickelte in seinem Artikel: Die Psychologie der Übertragung (1946) den freudschen Begriff der Übertragung weiter. Anhand von mystischen Hochzeitsbildern aus dem alchemistischen Buch Rosarium Philosophorum deutet Jung die Phänomene der Übertragung und Gegenübertragung im therapeutischen Prozess.